# Msida
Msida
 (forma estesa in maltese L-Imsida; in italiano originariamente Misida) è una località a nord-est di Malta, con una popolazione di 7.623 abitanti. Centro importante per tutti i viaggiatori poiché molte delle linee di autobus del paese l'attraversano. La città gode di un clima mediterraneo con estati calde e secche e inverni miti.
Il santo patrono è san Giuseppe, per cui la città celebra una festa di una settimana e mezza nel mese di luglio, famosa per un tradizionale gioco chiamato il-Ġostra. Il santo protettore è l'Immacolata Concezione di Santa Vergine Maria. Luoghi d'interesse sono il porto turistico, il lido con le tipiche barche da pesca, l'Ospedale Mater Dei, l'Università di Malta e la chiesa parrocchiale.

## Storia
Il suo nome deriva da una parola araba che significa "dimora del pescatore". Tuttavia potrebbe anche derivare da "Omm Sidna" che significa "La madre di Nostro Signore" da quando sarebbe esistita una piccola cappella dedicata a Maria, Madre di Dio.
Misida era inizialmente un antico villaggio di pescatori. Sebbene adesso sia più urbanizzata, ancora oggi qualche pescatore continua la sua piccola attività. Divenne parrocchia nel 1867 con l'arcivescovo Gaetano Pace Forno. La chiesa dell'Immacolata Concezione fu scelta come prima chiesa parrocchiale. Una più grande chiesa parrocchiale, l'attuale chiesa dedicata a San Giuseppe, fu costruita in stile barocco nel 1889 e consacrata il 22 aprile 1894. Questo status tuttavia non durò a lungo, poiché nel 1881 fu istituita la nuova parrocchia di Casale San Giuseppe (oggi Ħamrun). Nel corso del XX secolo Misida vede perdere ulteriori parti del suo territorio con le nuove parrocchie: Santa Venera nel 1918, Pietà nel 1968 e Ta' Xbiex nel 1969.
La sua popolazione, che un tempo contava circa 11.500 abitanti, fu così ridotta a soli 6.000. Tuttavia i recenti sviluppi residenziali nel sobborgo periferico di Ta Suatar hanno visto un aumento di oltre 7.600 abitanti. Ta Suatar ospita anche il Saint Martin's College, una scuola secondaria privata.
Oggi Misida è una vivace città universitaria il cui sviluppo è stato incentrato sulla crescente popolazione ospedaliera e studentesca, nonché su varie industrie di servizi che sono nate nella città negli ultimi anni.

## Geografia
La parte meridionale di Misida ricade allo sbocco di una valle ed è il fulcro per il traffico pesante che va a Sliema, Valletta, Birchircara e all'Ospedale Mater Dei. Quando si verificano precipitazioni, l'acqua raccolta dalla valle si riversa verso il mare causando spesso alluvioni e ingorghi stradali proprio nella parte prospiciente la parrocchia di San Giuseppe.
Misida è stata tuttavia soggetta a molte bonifiche. Il centro della città e le aree circostanti che si trovano sotto il livello del mare furono bonificati dopo la Seconda Guerra Mondiale. Un nuovo progetto che intende catturare una maggior quantità di acqua piovana dovrebbe rimediare in modo considerevole a un problema di inondazioni permanenti che colpisce questa zona.

## Cultura
L'Università di Malta si trova in una parte più elevata di Misida chiamata Tal-Qroqq. Misida è anche sede del Giovanni Francesco Abela Junior College.
Misida ospita due giornali locali. Il Leħen il-Misidjani ("La voce dei Misidiani") è prodotto e curato dal locale gruppo musicale Għaqda Melita Banda San Ġużepp Msida. Raccoglie informazioni sulla maggior parte delle comunità, circoli e associazioni con sede a Misida. Un altro giornale è l'Id f'Id ("Mani nelle Mani"), prodotto dalla parrocchia e dall'armata Għaqda Msida. Contiene informazioni sulle attività della chiesa, le attività religiose e le feste a Misida.

## Ospedale Mater Dei

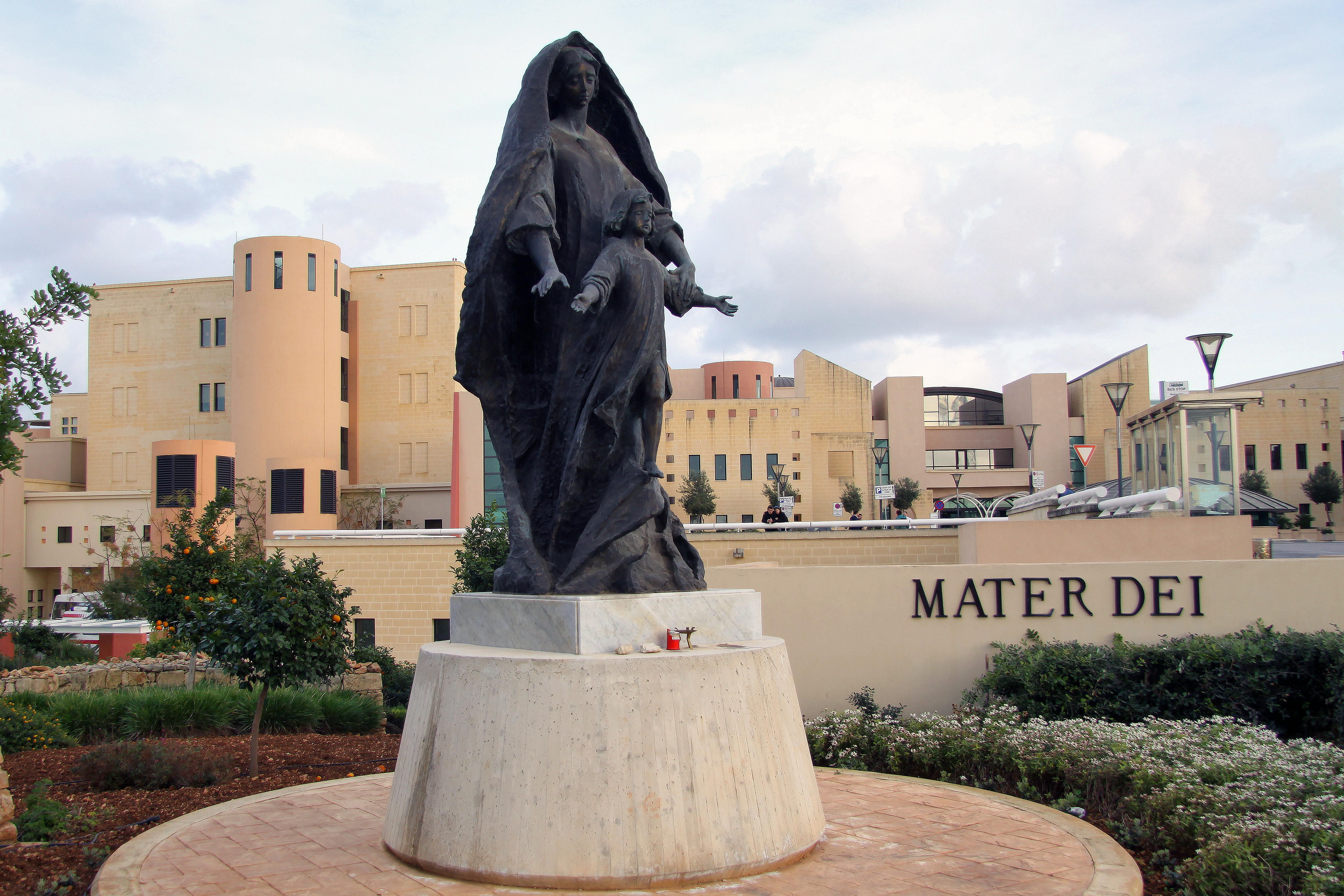
Entrata principale dell'Ospedale Mater Dei

L'ospedale si trova alla periferia di Misida. È stato inaugurato dal primo ministro di Malta Lawrenz Gonzi nel giugno 2007 e ha una superficie totale di 232.000 m² e circa 8000 stanze. Ospita anche una struttura didattica per l'Università di Malta che si trova adiacente ad essa. L'ospedale è costato alla popolazione maltese 200.000.000 lire maltesi, un aumento considerevole rispetto alla sua prima stima di 83.000.000 lire.

## Sport
A Misida ha sede il Msida Saint-Joseph F.C., la squadra locale di calcio attualmente impegnata nella seconda divisione di Malta. I colori della squadra sono Rosso e Bianco. Misida ospita anche la Msida Red Stars A.F.C, una squadra locale di calcio a 7 che partecipa alla I.A.S.C (Inter Amateur Soccer Competition) e il Msida Boċċi Klabb, la squadra locale di bocce.